# Lepidocolaptes albolineatus
Lepidocolaptes albolineatus là một loài chim trong họ Furnariidae.